# Pilaszków (gromada)
Pilaszków (od 31 XII 1959 Otolice) – dawna gromada, czyli najmniejsza jednostka podziału terytorialnego Polskiej Rzeczypospolitej Ludowej w latach 1954–1972.
Gromady, z gromadzkimi radami narodowymi (GRN) jako organami władzy najniższego stopnia na wsi, funkcjonowały od reformy reorganizującej administrację wiejską przeprowadzonej jesienią 1954 do momentu ich zniesienia z dniem 1 stycznia 1973, tym samym wypierając organizację gminną w latach 1954–1972.
Gromadę Pilaszków siedzibą GRN w Pilaszkowie utworzono – jako jedną z 8759 gromad na obszarze Polski – w powiecie łowickim w woj. łódzkim, na mocy uchwały nr 33/54 WRN w Łodzi z dnia 4 października 1954. W skład jednostki weszły obszary dotychczasowych gromad Pilaszków, Dąbkowice Dolne, Otolice i Jastrzębia (z wyłączeniem kolonii Górki Jastrzębskie) ze zniesionej gminy Jamno oraz obszar dotychczasowej gromady Szczudłów ze zniesionej gminy Zduny w tymże powiecie. Dla gromady ustalono 15 członków gromadzkiej rady narodowej.
31 grudnia 1959 do gromady Pilaszków przyłączono wieś Świące i wieś Ostrów ze zniesionej gromady Bocheń, po czym gromadę Pilaszków zniesiono przez zmianę nazwy jednostki na gromada Otolice z siedzibą w Otolicach.